# Comuna Doljești, Neamț
Doljești este o comună în județul Neamț, Moldova, România, formată din satele Buhonca, Buruienești, Doljești (reședința) și Rotunda.

## Așezare
Comuna se află în sud-estul județului, la limita cu județul Iași, pe malurile râului Lițca. Este străbătută de șoseaua județeană DJ207K, care o leagă spre sud de Sagna și spre nord în județul Iași de Butea. La Rotunda, din acest drum se ramifică șoseaua județeană DJ207K, ce duce spre nord tot la Butea (unde se termină în DN28).

## Demografie
Componența etnică a comunei Doljești
     Români (90,01%)
     Alte etnii (9,99%)
Componența confesională a comunei Doljești
     Romano-catolici (72,47%)
     Ortodocși (16,84%)
     Alte religii (0,75%)
     Necunoscută (9,94%)
Conform recensământului efectuat în 2021, populația comunei Doljești se ridică la 5.735 de locuitori, în scădere față de recensământul anterior din 2011, când fuseseră înregistrați 7.220 de locuitori. Majoritatea locuitorilor sunt români (90,01%). Din punct de vedere confesional, majoritatea locuitorilor sunt romano-catolici (72,47%), cu o minoritate de ortodocși (16,84%), iar pentru 9,94% nu se cunoaște apartenența confesională.

## Politică și administrație
Comuna Doljești este administrată de un primar și un consiliu local compus din 15 consilieri. Primarul, Albert Lungu[*], de la Partidul Național Liberal, este în funcție din octombrie 2020. Începând cu alegerile locale din 2024, consiliul local are următoarea componență pe partide politice:
|  | Partid                          | Consilieri | Componența Consiliului | Componența Consiliului | Componența Consiliului | Componența Consiliului | Componența Consiliului | Componența Consiliului | Componența Consiliului | Componența Consiliului |
|  | ------------------------------- | ---------- | ---------------------- | ---------------------- | ---------------------- | ---------------------- | ---------------------- | ---------------------- | ---------------------- | ---------------------- |
|  | Partidul Național Liberal       | 8          |                        |                        |                        |                        |                        |                        |                        |                        |
|  | Partidul Social Democrat        | 5          |                        |                        |                        |                        |                        |                        |                        |                        |
|  | Alianța pentru Unirea Românilor | 1          |                        |                        |                        |                        |                        |                        |                        |                        |
|  | Uniunea Salvați România         | 1          |                        |                        |                        |                        |                        |                        |                        |                        |

## Istorie
La sfârșitul secolului al XIX-lea, comuna făcea parte din plasa Siretul de Sus a județului Roman și era formată din satele Buhoanca, Buruienești, Doljești, Rediu și Rotunda, având în total 2769 de locuitori ce trăiau în 651 de case. Din punct de vedere etnic, populația era mai mult de jumătate maghiară. În comună funcționau o școală primară mixtă cu 33 de elevi, două biserici ortodoxe și una catolică. Anuarul Socec din 1925 o consemnează în aceeași plasă, având 3870 de locuitori și aceeași alcătuire plus satul Lițca (preluat de la comuna vecină din nord, Butea). În 1931, satul Lițca dispăruse, iar satul Rediu trecuse la comuna Bâra, comuna Doljești având de atunci alcătuirea actuală.
În 1950, comuna a fost transferată raionului Roman din regiunea Bacău (între 1952 și 1956, din regiunea Iași). În 1968, ea a trecut la județul Neamț.

## Monumente istorice

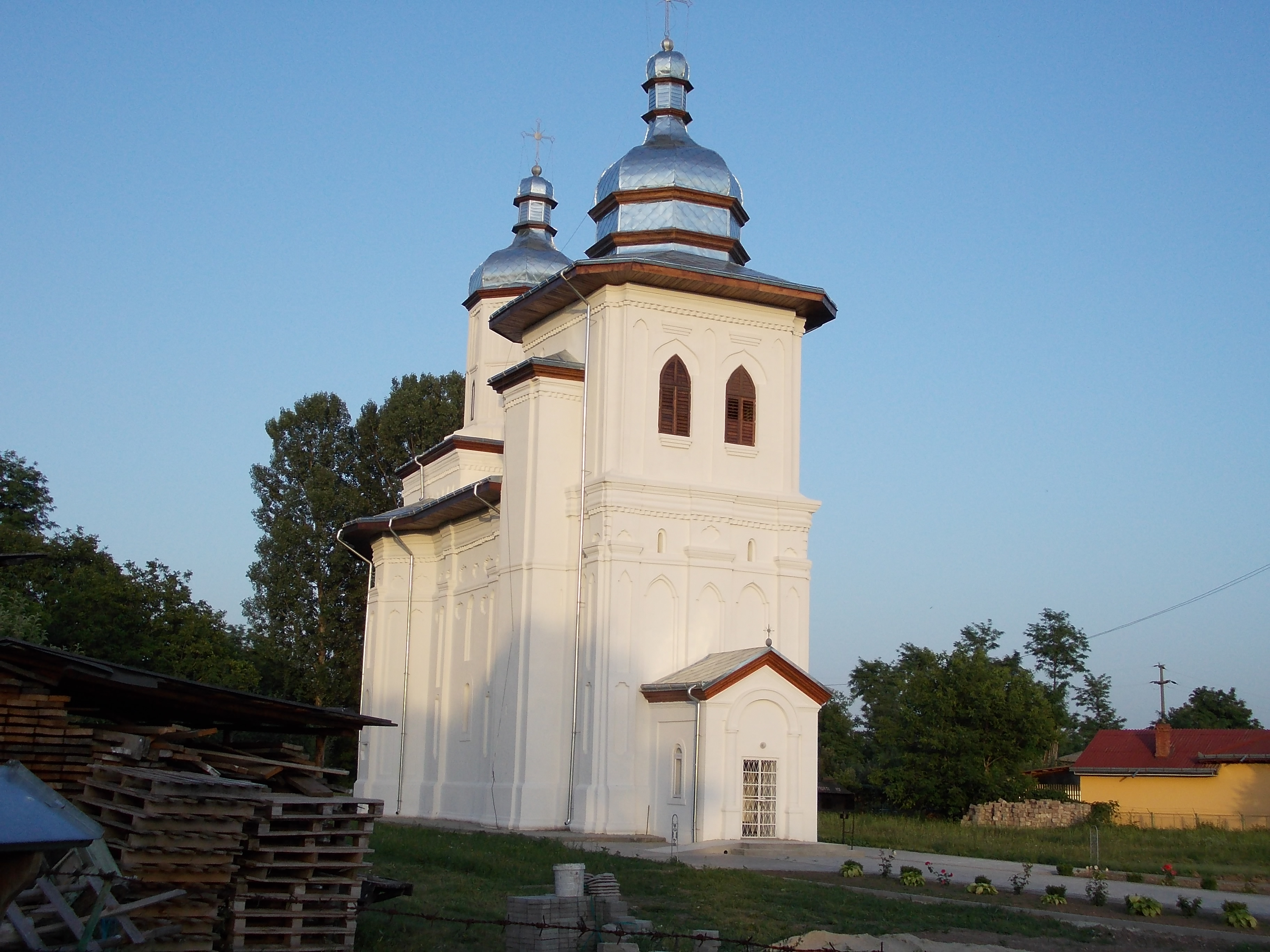
Biserica „Sfânta Treime” a mănăstirii Doljești, monument istoric de interes local

Singurul obiectiv din comuna Doljești inclus în lista monumentelor istorice din județul Neamț ca monument de interes local este fosta mănăstire Doljești (secolele al XVIII-lea–al XX-lea). Ansamblul, clasificat ca monument de arhitectură, cuprinde biserica „Sfânta Treime” (1765–1774, cu adăugiri în 1884) și turnul-clopotniță (1884).

## Personalități născute aici
- Wilhelm Dancă (n. 1959), preot catolic;
- George Scripcaru (n. 1966), politician, fost primar al municipiului Brașov.